# كوم ياجوز
كوم ياجوز أو مسجد عبد الله باشا الداود هو مسجد أثري يقع في شفا بدران شمال العاصمة الأردنيّة عمان. يعود تاريخه إلى الحقبة العثمانيّة المتأخرة، وهو منسوب إلى أحد شيوخ المنطقة، وهو عبد الله باشا الداود.

## التصميم
يتّخذ مُخطط البناء شكلاً مستطيلًا عريضًا، مع مدخل واحد من الجهة الشماليّة، كما يقع المحراب في الواجهة الجنوبيّة، ليس في محور المدخل، بل إلى الغرب قليلاً، وتجاوره نافذتان. تبلغ أبعاد البناء التقريبيّة من الداخل حوالي 20 مترًا بالطول و 5 أمتار بالعرض.
يمكن تمييز مرحلتين إنشائيتين اثنتين بالبناء: الأولى، مُحافظ عليها وتبرز عن قاعدة المسجد من الخارج في الواجهتين الشماليّة والشرقيّة، أما الثانيّة، فهي المبنى نفسه المُكون من ثلاثة أقواس تحمل عقدًا برميليًا، والذي يُعتبر سقف البناء. لقد تم بناء المسجد من الحجر الكلسي المُعاد استخدامه من فترات قديمة، كما تحوي الواجهة الجنوبيّة من الداخل على حجارة رقيقة في الجزء العلوي منها، والتي يُفترض أنها عَقدة السقف من بناء المرحلة الأولى.
لقد كان البناء في المرحلة الأولى أصغر من جانب الشرق والغرب، حيث تم توسعته في الفترة العثمانيّة المتأخرة. ويوجد نقش حديث عند المدخل يشير إلى أن مُلكية المسجد تعود إلى أحد شيوخ المنطقة، وهو عبد الله باشا الداود.

## وصلات خارجية
- صورة جوية للمسجد في ياجوز - منطقة شفا بدران، عمّان، ويكيمابيا